# Josep Maria Francès i Ladron de Cegama
Josep Maria Francès i Ladron de Cegama (Lleida, 1891 - Mèxic, 1966) fou un escriptor i periodista. S'exilià el 1939 i va passar la major part del seu exili a Mèxic, on morí.
Publicà les novel·les La rossa de mal pèl (1929), Retorn al sol (1936) i La guerra dels sants (1932). Té unes voluminoses Memorias de un zero a la izquierda (Mèxic, 1962) amb pròleg d'Antoni Rovira i Virgili. És autor de diversos cuplets, comèdies musicals i de la lletra de la sardana El saltiró de la cardina. D'ideologia anarquista, espiritualista i catalanista, fou practicant de la maçoneria i membre d'Esquerra Republicana de Catalunya; va col·laborar durant anys al portaveu republicà La Humanitat.

## Retorn al sol, novel·la d'anticipació
Retorn al sol, Homes artificials (de Frederic Pujulà i Vallès) i L'illa del Gran experiment (d'Onofre Parés) són les tres principals obres precursores de la ciència-ficció catalana d'abans de la guerra civil. Retorn al sol parteix de la glaciació global de la superfície de la Terra degut a les bombes d'amoníac d'una Segona Guerra Mundial que l'autor anticipa, i situa el paisatge cent anys després de l'ecocatràstofe mostrant-nos la vida a l'interior de la muntanya de Montserrat, sota la ciutat d'Olesa, on sobreviuen els descendents dels dos milions de catalans que van escapar del fred mortal i que han fundat una Catalunya del futur anomenada Subolesa que desconeix el sol. Viuen gràcies a un sistema de ventilació molt complex i a les descobertes alimentàries. Es tracta d'una distopia, ja que en aquella ciutat estat s'ha assolit la igualtat: tothom menja igual, tothom es lleva i se'n va a dormir a la mateixa hora, tothom treballa pel bé comú; ja gairebé no hi ha ni malalties ni crims i unes sacerdotesses voluntàries han substituït la prostitució amb els seus agradables serveis. Però no és una realitat perfecta, ja que els subolencs estan enfrontats per ideologies que recorden molt les de la Catalunya republicana dels anys trenta del segle xx, amb els catalanistes de diverses tendències i un grup de cecs espanyolistes. Tres adversaris de la ceguesa ideològica estan convençuts que el Sol existeix i volen retornar-hi.